# Callopistria rivularis
Callopistria rivularis là một loài bướm đêm trong họ Noctuidae.